# Sous-arbre
En théorie des graphes, un sous-arbre {\displaystyle A} d'un arbre {\displaystyle T} est un arbre tel que tous les sommets et toutes les arêtes de {\displaystyle A} sont aussi des sommets ou des arêtes de {\displaystyle T}.
Dans le cas d'un arbre binaire, chaque nœud ayant au plus un fils gauche et un fils droit, fils étant tous deux aussi des arbres binaires, on y définit le sous-arbre gauche comme étant le fils gauche de la racine et le sous-arbre droit le fils droit de la racine, comme illustré ci-dessous.

Un arbre binaire.
Son sous-arbre gauche.
Son sous-arbre droit.